# 科幻中的超新星
超新星，即极其强大的恒星爆炸，至少从 1900 年代初开始就出现在小说作品中。太阳可能以这种方式爆炸的想法是许多关于灾难的科幻故事的基础，尽管现在人们认识到这实际上不可能发生。
这些故事中反复出现的主题包括不可避免的毁灭和疏散，或者在乐于助人的外星人的协助下撤离。以这种方式毁灭地球也可能被当作背景故事，来解释人类开始殖民宇宙的原因（阿瑟·克拉克《遥远的地球之歌》）。另一个反复出现的情况是：来自更遥远超新星的辐射威胁地球。
在一些作品中，超新星爆发是被有意诱导的，通常用作武器，但有时也用于和平的目的。